# Жандр, Семён Осипович
Семён Осипович Жандр (1738—1795) — генерал-майор российской императорской армии, казанский обер-комендант, один из героев Семилетней и русско-турецкой войн.

## Биография
Родился в 1738 году; происходил из дворян. Уже в десятилетнем возрасте начал службу в Нижегородском драгунском полку, куда поступил ротным квартирмейстером 28 февраля 1748 года.
В 1754 году Жандр был произведён в прапорщики и переведён сначала в Ямбургский драгунский полк аудитором, а потом получил должность адъютанта в Ингерманландском полку.
В 1757 году, во время Семилетней войны находился в Рязанском конно-гренадерском полку и участвовал в битве при Гросс-Егерсдорфе.
Во время польской войны 1767—1768 гг., отряд под его командованием разбил корпус князя Любомирского и другие полные отряды.
Во время Русско-турецкой войны (1768—1774) С. О. Жандру было поручено командование находившимися под Хотином казачьими полками; 29 августа 1769 года он атаковал неприятеля и отбил у него девятнадцать знамён; затем участвовал в сражении под Измаилом и взял в плен неприятельский отряд при реке Эльпца. Наградой стал чин полковника, пожалованный ему 8 ноября 1770 года.
В 1771 году с Сербским гусарским полком он находился в Румынии, где участвовал в сражении близ Бухареста и последующем преследовании неприятеля до города-крепости Джурджу и во взятии последнего, а также с отличием принимал участие и во всех следующих кампаниях (1772—1774 гг.).
В 1776 году он был переведён на Кавказ и, командуя бригадой, оперировал на Кубани против татар, восставших под предводительством хана Шахин-Герая; 3 декабря 1776 года Жандр был произведён в генерал-майоры и назначен Казанским обер-комендантом; в этой должности он и состоял до самой кончины.
Умер в 1795 году.